# Amphoe Thung Hua Chang

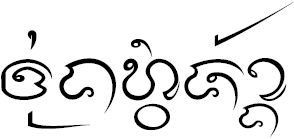
„Thung Hua Chang“ in Lanna-Schrift

Amphoe Thung Hua Chang (Thai อำเภอ ทุ่งหัวช้าง, Aussprache: ʔāmpʰɤ̄ː tʰûŋ hǔa tɕʰáːŋ) ist ein Landkreis (Amphoe – Verwaltungs-Distrikt) im Osten der Provinz Lamphun. Die Provinz Lamphun liegt in der Nordregion von Thailand.

## Geographie
Benachbarte Landkreise (von Westen im Uhrzeigersinn): die Amphoe Li, Ban Hong und Mae Tha der Provinz Lamphun, sowie Soem Ngam und Thoen der Provinz Lampang.

## Geschichte
Ban Hong wurde am 1. Februar 1987 als „Zweigkreis“ (King Amphoe) gegründet, bestehend aus drei Tambon, die vom Kreis Li abgespalten wurden. Am 4. November 1993 erhielt der Unterbezirk den vollen Amphoe-Status.

## Verwaltung

### Provinzverwaltung
Der Landkreis Thung Hua Chang ist in drei Tambon („Unterbezirke“ oder „Gemeinden“) eingeteilt, die sich weiter in 35 Muban („Dörfer“) unterteilen.
| Nr. | Name            | Thai     | Muban | Einw. |
| --- | --------------- | -------- | ----- | ----- |
| 01. | Thung Hua Chang | ทุ่งหัวช้าง  | 12    | 8.859 |
| 02. | Ban Puang       | บ้านปวง   | 11    | 4.103 |
| 03. | Takhian Pom     | ตะเคียนปม | 12    | 6.937 |

### Lokalverwaltung
Es gibt eine Kommune mit „Kleinstadt“-Status (Thesaban Tambon) im Landkreis:
- Thung Hua Chang (Thai: เทศบาลตำบลทุ่งหัวช้าง) bestehend aus Teilen des Tambon Thung Hua Chang.

Außerdem gibt es drei „Tambon-Verwaltungsorganisationen“ (องค์การบริหารส่วนตำบล – Tambon Administrative Organizations, TAO)
- Thung Hua Chang (Thai: องค์การบริหารส่วนตำบลทุ่งหัวช้าง) bestehend aus Teilen des Tambon Thung Hua Chang.
- Ban Puang (Thai: องค์การบริหารส่วนตำบลบ้านปวง) bestehend aus dem kompletten Tambon Ban Puang.
- Takhian Pom (Thai: องค์การบริหารส่วนตำบลตะเคียนปม) bestehend aus dem kompletten Tambon Takhian Pom.